# Гор, Артур Сондерс, 3-й граф Арран
Артур Сондерс Гор, 3-й граф Арран (англ. Arthur Saunders Gore, 3nd Earl of Arran; 20 июля 1761 — 20 января 1837) — ирландский пэр и политик. Он носил титул учтивости — виконт Садли с 1773 по 1809 год.

## Биография
Родился 20 июля 1761 года. Старший сын Артура Сондерса Гора, 2-го графа Аррана (1734—1809), и его первой жены, Достопочтенной Кэтрин Аннесли (1739—1770).
Артур Сондерс Гор заседал в Ирландской палате общин от Балтимора (1783—1790) и графства Донегол (1800—1801) и в Палате общин Соединённого королевства от графства Донегол (1801—1806).
8 октября 1809 года после смерти своего отца Артур Сондерс Гор унаследовал титулы 3-го графа Аррана с островов Арран в графстве Голуэй (Пэрство Ирландии), 3-го виконта Сандли из Касл-Гор, графство Мейо (Пэрство Ирландии), 3-го барона Сондерса из Дипса в графстве Уэксфорд (Пэрство Ирландии) и 5-го баронета Гора из Ньютаунгора в графстве Мейо. Однако, так как это было ирландское пэрство, оно не давало ему права на место в Палате лордов Великобритании.
29 декабря 1787 года Артур Сондерс Гор женился на Мэри Тирелл (ок. 1767 — 31 августа 1832), дочери сэра Джона Тиррелла, 5-го баронета, и Мэри Крисп. Их брак оказался бездетным.
Лорд Арран скончался 20 января 1837 года в возрасте 75 лет в Арран-Лодж, Богнор-Реджис, Сассекс, Англия. Он был похоронен 28 января 1837 года в Фелфаме, Сассекс. Ему наследовал его племянник, Филипп Гор, 4-й граф Арран.